# Giovanni Indri

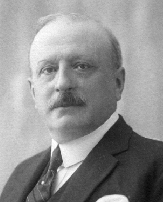
Onderstaatssecretaris Giovanni Indri

Giovanni Indri (Padua, 9 februari 1873 – Pistoia, 20 juni 1951) was parlementslid in het koninkrijk Italië, zowel afgevaardigde (1909-1919) als senator (1920-1945). Hij was onderstaatssecretaris voor Financiën (1917-1919).

## Levensloop
Indri was een zoon van Egidio Indri en Luigia Berselli. Hij behaalde het diploma van jurist aan de Universiteit van Padua. Nadien werd hij advocaat.
Hij geraakte politiek actief in de provincie Padua, eerst als provincieraadslid nadien als provincieraadsvoorzitter. In 1909 werd Indri verkozen tot afgevaardigde, wat hij bleef tot 1919, dus tot na de Eerste Wereldoorlog. Tijdens de Eerste Wereldoorlog vocht Indri in het Koninklijk Italiaans Leger, met de graad van kapitein. Tegelijkertijd werd hij onderstaatssecretaris voor Financiën (1917) in twee opeenvolgende regeringen en dit tot het jaar 1919. 
In 1920 werd Indri tot senator voor het leven benoemd door koning Victor Emanuel III. In de jaren 1920 was hij actief als voorzitter van de Italiaanse Kas voor Sociale Zekerheid; in deze periode namen de fascisten het bestuur van Italië over.
Senator Indri werd vereerd met meerdere eretekens. Zo werd hij grootofficier in de Orde van Sint-Mauritius en Sint-Lazarus en ontving hij het grootkruis in de Orde van de Italiaanse Kroon.
Aan het einde van de Tweede Wereldoorlog kwam het fascistisch regime ten val. Het Hooggerechtshof voor Sancties tegen Fascisten verklaarde Indri vervallen van zijn senaatszetel. De reden was dat het Hooggerechtshof hem fascistische activiteiten verweet zowel binnen de Senaat als erbuiten. Indri verdween niet alleen van het politieke toneel maar ook uit de balie van Padua.

## Eretekens

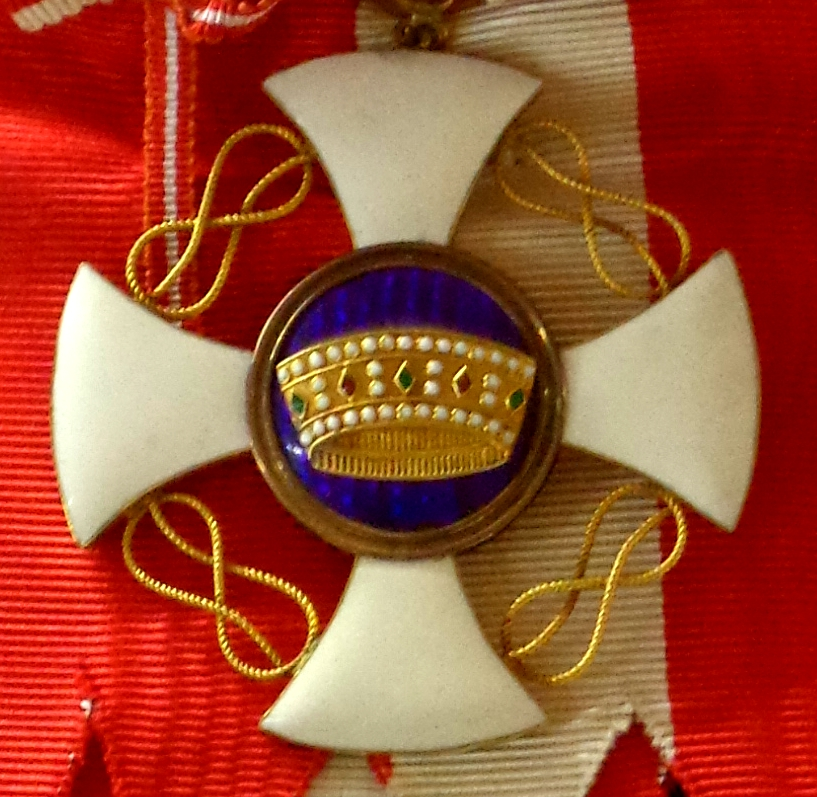
Grootkruis in de Orde van de Italiaanse Kroon
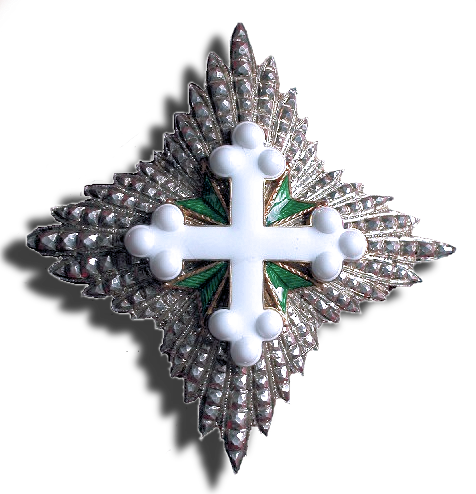
Grootofficier in de Orde van Sint-Mauritius en Sint-Lazarus